# Campionati mondiali di volo con gli sci 1975
I Campionati mondiali di volo con gli sci 1975, terza edizione della manifestazione, si svolsero dal 14 al 16 marzo a Tauplitz, in Austria, e contemplarono esclusivamente la gara individuale maschile. Furono realizzate due serie di salti.

## Risultati
| Posizione | Atleta         | Nazione        | Punti |
| --------- | -------------- | -------------- | ----- |
| 1         | Karel Kodejška | Cecoslovacchia | 512,5 |
| 2         | Rainer Schmidt | Germania Est   | 505,0 |
| 3         | Karl Schnabl   | Austria        | 503,5 |
| 4         | Frithjof Prydz | Norvegia       | 496,5 |
| 5         | Hans Wallner   | Austria        | 492,5 |
| 6         | Heinz Wosipiwo | Germania Est   | 489,5 |

Trampolino: Kulm

## Medagliere per nazioni
| Posizione | Nazione        | Oro | Argento | Bronzo | Totale |
| --------- | -------------- | --- | ------- | ------ | ------ |
| 1         | Cecoslovacchia | 1   | 0       | 0      | 1      |
| 2         | Germania Est   | 0   | 1       | 0      | 1      |
| 3         | Austria        | 0   | 0       | 1      | 1      |